# The Voice of Germany/Staffel 11
Die elfte Staffel der Gesangs-Castingshow The Voice of Germany wurde vom 7. Oktober bis zum 19. Dezember 2021 im Fernsehen ausgestrahlt. Sie wurde erneut von Lena Gercke und Thore Schölermann moderiert. Zur Jury gehörten Mark Forster, Nico Santos, Sarah Connor und Johannes Oerding. Wie in den beiden vorangegangenen Staffeln gab es einen fünften Coach, diesmal die Musikerin Elif, die ausgeschiedenen Kandidaten per Comeback Stage eine zweite Chance geben konnte. Sieger wurde Sebastian Krenz aus der Coachinggruppe von Johannes Oerding.

## Erste Phase: Die Blind Auditions
Die Castings zur elften Staffel fanden im Frühling 2021 statt; sie wurden aber nicht im Fernsehen gezeigt. Die Blind Auditions wurden vom 25. bis 30. Juni 2021 erneut im Studio Adlershof in Berlin aufgezeichnet und vom 7. Oktober bis 7. November 2021 in zehn Fernsehsendungen ausgestrahlt. Die Folgen 2 bis 14 wurden bereits vor der Fernsehausstrahlung beim kostenpflichtigen Subscription-Video-on-Demand-Angebot des Streamingdienst-Anbieters Joyn Plus+ veröffentlicht.
26 Kandidaten erhielten alle vier Jurystimmen. Von diesen entschieden sich zwölf für Sarah Connor, sieben für Nico Santos, sechs für Johannes Oerding und einer für Mark Forster als Coach. Elif wählte acht Teilnehmer, für die sich keiner der vier Coaches umgedreht hatte, in die erste Phase der Comeback Stage.
Farblegende
| Folge  | Die Coaches und ihre Kandidaten             | Die Coaches und ihre Kandidaten                  | Die Coaches und ihre Kandidaten                                     | Die Coaches und ihre Kandidaten                        | Comeback Stage              |
| Folge  | Mark Forster                                | Nico Santos                                      | Sarah Connor                                                        | Johannes Oerding                                       | Elif                        |
| ------ | ------------------------------------------- | ------------------------------------------------ | ------------------------------------------------------------------- | ------------------------------------------------------ | --------------------------- |
| 01     | Peter Hoebertz                              | Laura und Sophie                                 | Jennifer Williams-Braun Archippe Mbongue Ombang Katarina Mihaljević | Nico Grund Zeynep Avci                                 | Salomé Stresing             |
| 02     | The Razzzones Karen Ann Tepperis            | Natascha Ronowski                                | Jennifer Hans Katy Weber Anton Verzani Anouar Chauech               | Sebastian Krenz                                        | Felix Breßmer               |
| 03     | Chris Gogler                                | Will Church Julia Winkler und Barbara Buchberger | Luna Farina Oliver Zinhobl Ann Sophie                               | Martin Bollig                                          | Raffi Kerz                  |
| 04     | Florian und Charlene Gallant Stefanie Black | Azarel Gottfried Tillmann Urbaniak Gugu Zulu     | Ilho Cho                                                            | Linda Elsener                                          | Mathis Kloss                |
| 05     | Alex Kerski                                 | Taiga Trece Robin Becker                         | Noordin Derbali Jacqueline Büthe Robert Cotton                      | Naomi Maier Norman Ebel                                | Myriam Benoun               |
| 06     | Mia Sternberger Tímea Göghova Marco Spöri   | Kati Lamberts Roman Pocta                        | Raya Despodovska                                                    | Simon Fetzer Alisha Popat                              | Ophundem Achale Arrah Nyama |
| 07     | JOEMISMO Nico Lange                         | Larissa Diana Frank                              | Joel Zupan Kira Bernard van der Zee                                 | Laura Plößer Anastasia Troska Matthias „Mazze“ Wiesner | Sascha Salvati              |
| 08     | Patrick „Tenski“ Rokitensky Perry Beenen    | André Stangier Marina Vavoura                    | Hai Mi Trân Laila Ghaleb                                            | Dirk „Dwike“ Weidner Max Hofmann                       | Christoph Rieger            |
| 09     | Jonas Eisemann Mazen Mohsen                 | Maximilian Theiss Sang-Ji Lee                    | Sophie Platiel                                                      | Nadja Fingerhuth Patrick Aretz Lena Belgart            |                             |
| 10     | Jakob Wenig Babsi Pak                       | Anna, Lisa und David Milijana Mijatović          | Ron Jackson                                                         | Charline Klimt                                         |                             |
| Gesamt | 18                                          | 18                                               | 21                                                                  | 18                                                     | 8                           |

## Zweite Phase: Die Battles
Die Battles wurden am 4. und 5. September 2021 in Berlin aufgezeichnet und vom 11. bis 21. November 2021 in vier Fernsehsendungen ausgestrahlt. Sarah Connor nahm per Videoschaltung an den Aufzeichnungen teil, nachdem sie positiv auf das Coronavirus getestet worden war.
Anders als in früheren Staffeln teilte jeder Coach seine Teilnehmer zunächst in Dreiergruppen ein. In der 21 Kandidaten umfassenden Gruppe von Sarah Connor fanden sieben Battles statt, in den anderen drei 18 Teilnehmer umfassenden Gruppen jeweils sechs Battles. Nach den Proben jeder Dreiergruppe wurden von den drei Kandidaten in der Regel nur zwei für die Battle-Duelle zugelassen, der dritte schied aus. Der jeweilige Coach wählte einen Teilnehmer jedes Battles direkt in die nächste Phase. Die unterlegenen Battle-Teilnehmer konnten von den anderen Juroren per „Steal Deal“ übernommen werden. Falls mehr als ein Coach einen Kandidaten übernehmen wollte, wählte der Teilnehmer einen von ihnen zu seinem neuen Coach. Jeder der vier Coaches übernahm einen Kandidaten einer anderen Coachinggruppe, sodass Sarah Connors Gruppe mit acht und die anderen drei Gruppen mit sieben Kandidaten in die Sing-Off-Phase gingen. Elif wählte aus allen Battles vier weitere Teilnehmer in die dritte Phase der Comeback Stage.
Farblegende
| Folge | Coach            | Battle | Direkt weitergewählter Kandidat      | Song                                                               | Unterlegener Kandidat       | Neuer Coach des unterlegenen Kandidaten |
| ----- | ---------------- | ------ | ------------------------------------ | ------------------------------------------------------------------ | --------------------------- | --------------------------------------- |
| 11    | Sarah Connor     | 1      | Katarina Mihaljević                  | Crazy in Love von Beyoncé                                          | Raya Despodovska            | —                                       |
| 11    | Sarah Connor     | 1      | Katarina Mihaljević                  | Crazy in Love von Beyoncé                                          | Katy Weber                  | —                                       |
| 11    | Johannes Oerding | 2      | Martin Bollig                        | Weinst du von Echt                                                 | Patrick Aretz               | —                                       |
| 11    | Johannes Oerding | 2      | Martin Bollig                        | Weinst du von Echt                                                 | Nico Grund                  | —                                       |
| 11    | Nico Santos      | 3      | Azarel Gottfried                     | Con Calma von Daddy Yankee featuring Snow                          | Taiga Trece                 | —                                       |
| 11    | Nico Santos      | 3      | Azarel Gottfried                     | Con Calma von Daddy Yankee featuring Snow                          | Milijana Mijatović          | —                                       |
| 11    | Mark Forster     | 4      | Karen Ann Tepperis                   | Piano Man von Billy Joel                                           | Nico Lange                  | —                                       |
| 11    | Mark Forster     | 4      | Karen Ann Tepperis                   | Piano Man von Billy Joel                                           | Jonas Eisemann              | —                                       |
| 11    | Johannes Oerding | 5      | Sebastian Krenz                      | Walk This Way von Aerosmith                                        | Nadja Fingerhuth            | —                                       |
| 11    | Johannes Oerding | 5      | Sebastian Krenz                      | Walk This Way von Aerosmith                                        | Max Hofmann                 | —                                       |
| 11    | Sarah Connor     | 6      | Archippe Mbongue Ombang              | Stand Up von Cynthia Erivo                                         | Ann Sophie                  | Johannes Oerding                        |
| 11    | Sarah Connor     | 6      | Archippe Mbongue Ombang              | Stand Up von Cynthia Erivo                                         | Jennifer Williams-Braun     | Nico Santos                             |
| 12    | Johannes Oerding | 7      | Lena Belgart                         | This Is Me von Keala Settle                                        | Anastasia Troska            | —                                       |
| 12    | Johannes Oerding | 7      | Lena Belgart                         | This Is Me von Keala Settle                                        | Charline Klimt              | —                                       |
| 12    | Sarah Connor     | 8      | Noordin Derbali                      | That’s What I Like von Bruno Mars                                  | Luna Farina                 | Mark Forster                            |
| 12    | Sarah Connor     | 8      | Noordin Derbali                      | That’s What I Like von Bruno Mars                                  | Ron Jackson                 | —                                       |
| 12    | Mark Forster     | 9      | Alex Kerski                          | Umbrella von Rihanna featuring Jay-Z                               | Tímea Göghova               | —                                       |
| 12    | Mark Forster     | 9      | Alex Kerski                          | Umbrella von Rihanna featuring Jay-Z                               | Babsi Pak                   | —                                       |
| 12    | Johannes Oerding | 10     | „Dwike“ Weidner                      | Mensch von Herbert Grönemeyer                                      | „Mazze“ Wiesner             | —                                       |
| 12    | Johannes Oerding | 10     | „Dwike“ Weidner                      | Mensch von Herbert Grönemeyer                                      | Norman Ebel                 | —                                       |
| 12    | Nico Santos      | 11     | Sang-Ji Lee                          | Home von Machine Gun Kelly, X Ambassadors und Bebe Rexha           | Roman Pocta                 | Elif                                    |
| 12    | Nico Santos      | 11     | Sang-Ji Lee                          | Home von Machine Gun Kelly, X Ambassadors und Bebe Rexha           | André Stangier              | —                                       |
| 12    | Sarah Connor     | 12     | Anouar Chauech                       | You Are the Reason von Calum Scott                                 | Hai Mi Trân                 | Elif                                    |
| 12    | Sarah Connor     | 12     | Anouar Chauech                       | You Are the Reason von Calum Scott                                 | Jacqueline Büthe            | —                                       |
| 13    | Nico Santos      | 13     | Kati Lamberts                        | Wings von Birdy                                                    | Will Church                 | Elif                                    |
| 13    | Nico Santos      | 13     | Kati Lamberts                        | Wings von Birdy                                                    | Maximilian Theiss           | —                                       |
| 13    | Mark Forster     | 14     | The Razzzones                        | Beggin’ von The Four Seasons                                       | JOEMISMO                    | Sarah Connor                            |
| 13    | Mark Forster     | 14     | The Razzzones                        | Beggin’ von The Four Seasons                                       | Marco Spöri                 | —                                       |
| 13    | Sarah Connor     | 15     | Anton Verzani                        | Nie gesagt von Klan featuring Mia                                  | Kira Bernard van der Zee    | Elif                                    |
| 13    | Sarah Connor     | 15     | Anton Verzani                        | Nie gesagt von Klan featuring Mia                                  | Sophie Platiel              | —                                       |
| 13    | Mark Forster     | 16     | Chris Gogler                         | Bette Davis Eyes von Kim Carnes                                    | Mazen Mohsen                | —                                       |
| 13    | Mark Forster     | 16     | Chris Gogler                         | Bette Davis Eyes von Kim Carnes                                    | Jakob Wenig                 | —                                       |
| 13    | Sarah Connor     | 17     | Joel Zupan                           | I Wanna Be Your Slave von Måneskin                                 | Jennifer Hans               | —                                       |
| 13    | Sarah Connor     | 17     | Joel Zupan                           | I Wanna Be Your Slave von Måneskin                                 | Laila Ghaleb                | —                                       |
| 13    | Nico Santos      | 18     | Julia Winkler und Barbara Buchberger | Cover Me in Sunshine von Pink und Willow Sage Hart                 | Laura und Sophie            | —                                       |
| 13    | Nico Santos      | 18     | Julia Winkler und Barbara Buchberger | Cover Me in Sunshine von Pink und Willow Sage Hart                 | Marina Vavoura              | —                                       |
| 13    | Johannes Oerding | 19     | Zeynep Avci                          | Durch die schweren Zeiten von Udo Lindenberg                       | Alisha Popat                | —                                       |
| 13    | Johannes Oerding | 19     | Zeynep Avci                          | Durch die schweren Zeiten von Udo Lindenberg                       | Simon Fetzer                | —                                       |
| 14    | Johannes Oerding | 20     | Linda Elsener                        | Girls Like Us von Zoe Wees                                         | Laura Plößer                | —                                       |
| 14    | Johannes Oerding | 20     | Linda Elsener                        | Girls Like Us von Zoe Wees                                         | Naomi Maier                 | —                                       |
| 14    | Mark Forster     | 21     | Florian und Charlene Gallant         | Higher Power von Coldplay                                          | Peter Hoebertz              | —                                       |
| 14    | Mark Forster     | 21     | Florian und Charlene Gallant         | Higher Power von Coldplay                                          | Perry Beenen*               | —                                       |
| 14    | Sarah Connor     | 22     | Robert Cotton                        | Great Balls of Fire von Jerry Lee Lewis                            | Oliver Zinhobl              | —                                       |
| 14    | Sarah Connor     | 22     | Robert Cotton                        | Great Balls of Fire von Jerry Lee Lewis                            | Ilho Cho                    | —                                       |
| 14    | Mark Forster     | 23     | Stefanie Black                       | Ohne dich (schlaf ich heut Nacht nicht ein) von Münchener Freiheit | Mia Sternberger             | —                                       |
| 14    | Mark Forster     | 23     | Stefanie Black                       | Ohne dich (schlaf ich heut Nacht nicht ein) von Münchener Freiheit | Patrick „Tenski“ Rokitensky | —                                       |
| 14    | Nico Santos      | 24     | Robin Becker                         | 7 Stunden von Lea featuring Capital Bra                            | Tillmann Urbaniak           | —                                       |
| 14    | Nico Santos      | 24     | Robin Becker                         | 7 Stunden von Lea featuring Capital Bra                            | Anna, Lisa und David**      | —                                       |
| 14    | Nico Santos      | 25     | Gugu Zulu                            | Titanium von David Guetta featuring Sia                            | Natascha Ronowski           | —                                       |
| 14    | Nico Santos      | 25     | Gugu Zulu                            | Titanium von David Guetta featuring Sia                            | Larissa Diana Frank         | —                                       |

* Perry Beenen wurde zunächst ins Battle-Duell gewählt, konnte aber wegen Krankheit nicht teilnehmen.

** Das Trio trat nur zu zweit an, da Anna aus beruflichen Gründen nicht teilnehmen konnte.
| Die Coaches und ihre Kandidaten nach den Battles                                                                  | Die Coaches und ihre Kandidaten nach den Battles                                                                               | Die Coaches und ihre Kandidaten nach den Battles                                                                           | Die Coaches und ihre Kandidaten nach den Battles                                                |
| Mark Forster | Nico Santos | Sarah Connor | Johannes Oerding                                                                                |
| --- | --- | --- | ----------------------------------------------------------------------------------------------- |
| Karen Ann Tepperis Alex Kerski The Razzzones Chris Gogler Florian und Charlene Gallant Stefanie Black Luna Farina | Azarel Gottfried Sang-Ji Lee Kati Lamberts Julia Winkler und Barbara Buchberger Robin Becker Gugu Zulu Jennifer Williams-Braun | Katarina Mihaljević Archippe Mbongue Ombang Noordin Derbali Anouar Chauech Anton Verzani Joel Zupan Robert Cotton JOEMISMO | Martin Bollig Sebastian Krenz Lena Belgart „Dwike“ Weidner Zeynep Avci Linda Elsener Ann Sophie |
| 7 (6+1) | 7 (6+1) | 8 (7+1) | 7 (6+1)                                                                                         |

## Dritte Phase: Sing Off
Die Sing-Off-Phase wurde live im Fernsehen übertragen; in allen früheren Staffeln war sie aufgezeichnet worden. Sie fand in zwei Veranstaltungen am 25. und 28. November 2021 in Berlin statt. Am 25. November teilte Anton Verzani aus Sarah Connors Gruppe mit, aus persönlichen Gründen nicht am Sing Off teilzunehmen. Am 28. November nachmittags wurde bekanntgegeben, dass Anouar Chauech aus Sarah Connors Gruppe nicht zum Sing Off zugelassen wird, weil er mehrfach gegen Werte und Regeln verstoßen habe.
Jeder der 27 verbliebenen Teilnehmer trug ein Lied vor. Zwei Kandidaten jeder Coachinggruppe wurden per Televoting weitergewählt, anschließend suchte der Coach einen dritten Teilnehmer seiner Gruppe für die Viertelfinalshow aus. Elif wählte aus allen Gruppen insgesamt drei weitere Teilnehmer in die vierte Phase der Comeback Stage.
Farblegende
| Folge | Coach            | Auftritt | Kandidat                             | Song                                            |
| ----- | ---------------- | -------- | ------------------------------------ | ----------------------------------------------- |
| 15    | Nico Santos      | 1        | Robin Becker                         | Auf anderen Wegen von Andreas Bourani           |
| 15    | Nico Santos      | 2        | Julia Winkler und Barbara Buchberger | Thursday von Jess Glynne                        |
| 15    | Nico Santos      | 3        | Jennifer Williams-Braun              | Chain of Fools von Aretha Franklin              |
| 15    | Nico Santos      | 4        | Sang-Ji Lee                          | Stay von The Kid Laroi und Justin Bieber        |
| 15    | Nico Santos      | 5        | Kati Lamberts                        | Your Song von Elton John                        |
| 15    | Nico Santos      | 6        | Azarel Gottfried                     | El Barco von Karol G                            |
| 15    | Nico Santos      | 7        | Gugu Zulu                            | I Was Here von Beyoncé                          |
| 15    | Johannes Oerding | 8        | Sebastian Krenz                      | Always von Bon Jovi                             |
| 15    | Johannes Oerding | 9        | Lena Belgart                         | If I Ain’t Got You von Alicia Keys              |
| 15    | Johannes Oerding | 10       | Martin Bollig                        | In diesem Moment von Roger Cicero               |
| 15    | Johannes Oerding | 11       | Zeynep Avci                          | Kiyamam von Zerrin Özer                         |
| 15    | Johannes Oerding | 12       | Linda Elsener                        | You Don’t Know von Milow                        |
| 15    | Johannes Oerding | 13       | „Dwike“ Weidner                      | Blueprint von Rainbirds                         |
| 15    | Johannes Oerding | 14       | Ann Sophie                           | Creep von Radiohead                             |
| 16    | Mark Forster     | 15       | Luna Farina                          | Purple Rain von Prince                          |
| 16    | Mark Forster     | 16       | Chris Gogler                         | Blackbird von The Beatles                       |
| 16    | Mark Forster     | 17       | The Razzzones                        | Dickes B von Seeed featuring Black Kappa        |
| 16    | Mark Forster     | 18       | Karen Ann Tepperis                   | Always Remember Us This Way von Lady Gaga       |
| 16    | Mark Forster     | 19       | Stefanie Black                       | Mit jedem Herzschlag von Helene Fischer         |
| 16    | Mark Forster     | 20       | Alex Kerski                          | Good 4 U von Olivia Rodrigo                     |
| 16    | Mark Forster     | 21       | Florian und Charlene Gallant         | The Best von Bonnie Tyler                       |
| 16    | Sarah Connor     | 22       | Noordin Derbali                      | Cry Me a River von Justin Timberlake            |
| 16    | Sarah Connor     | 23       | Robert Cotton                        | Rock This House von Jimmy Rogers                |
| 16    | Sarah Connor     | 24       | Katarina Mihaljević                  | All I Ask von Adele                             |
| 16    | Sarah Connor     | 25       | Joel Zupan                           | Sweet Transvestite von Tim Curry                |
| 16    | Sarah Connor     | 26       | JOEMISMO                             | Bandoleros von Don Omar featuring Tego Calderón |
| 16    | Sarah Connor     | 27       | Archippe Mbongue Ombang              | What a Wonderful World von Louis Armstrong      |

## Comeback Stage
Wie in den beiden vorangegangenen Staffeln gab es eine Comeback Stage. Coach Elif wählte in jeder Phase einige ausgeschiedene Kandidaten weiter: in den Blind Auditions acht, in den Battles vier und in der Sing-Off-Phase drei. Aus diesen fünfzehn Teilnehmern suchte sie schließlich zwei Kandidaten für das Halbfinale aus.
Die Videos der Comeback Stage wurden seit dem 14. Oktober 2021 jeweils donnerstags auf der The-Voice-of-Germany-Internetseite veröffentlicht. Seit dem 19. Oktober 2021 wurden sie auch am darauffolgenden Montag, Dienstag oder Mittwoch zwischen 1 Uhr und 5 Uhr morgens von ProSieben im Fernsehen ausgestrahlt.

### Phase 1
In Phase 1, veröffentlicht am 14. Oktober, 21. Oktober, 28. Oktober und 4. November 2021, traten acht Kandidaten an, für die sich in den Blind Auditions keiner der vier anderen Coaches umgedreht hatte. Von diesen acht trugen jeweils zwei nacheinander einen Song vor, wonach Elif einen von ihnen in die nächste Phase wählte.
| Coach | Runde | Kandidat                    | Song                                 |
| ----- | ----- | --------------------------- | ------------------------------------ |
| Elif  | 1     | Salomé Stresing             | Levitating von Dua Lipa              |
| Elif  | 1     | Felix Breßmer               | Chocolate von The 1975               |
| Elif  | 2     | Raffi Kerz                  | Blank Space von Taylor Swift         |
| Elif  | 2     | Mathis Kloss                | Bad Habits von Ed Sheeran            |
| Elif  | 3     | Myriam Benoun               | Lose You to Love Me von Selena Gomez |
| Elif  | 3     | Ophundem Achale Arrah Nyama | Who You Are von Jessie J             |
| Elif  | 4     | Sascha Salvati              | Say My Name von Destiny’s Child      |
| Elif  | 4     | Christoph Rieger            | Ultraleicht von Andreas Bourani      |

### Phase 2
In Phase 2, veröffentlicht am 11. November 2021, traten die vier Gewinner aus Phase 1 mit je einem Liedvortrag gegeneinander an. Elif wählte zwei von ihnen in die dritte Phase.
| Coach | Auftritt | Kandidat                    | Song                                                        |
| ----- | -------- | --------------------------- | ----------------------------------------------------------- |
| Elif  | 1        | Salomé Stresing             | Deja Vu von Olivia Rodrigo                                  |
| Elif  | 2        | Mathis Kloss                | Let Me Down Slowly von Alec Benjamin featuring Alessia Cara |
| Elif  | 3        | Ophundem Achale Arrah Nyama | Nobody But You von Jorja Smith                              |
| Elif  | 4        | Sascha Salvati              | Leave the Door Open von Silk Sonic                          |

### Phase 3
In Phase 3, veröffentlicht am 18. November und 25. November 2021, traten die beiden Gewinner aus Phase 2 und vier in den Battles ausgeschiedene, aber in die Comeback Stage gewählte Kandidaten an. Elif wählte aus zwei Dreiergruppen, die jeweils einen Song vortrugen, drei Teilnehmer in die nächste Phase.
| Coach | Runde | Ehemaliger Coach aus Battle Round | Kandidat                 | Song                                             |
| ----- | ----- | --------------------------------- | ------------------------ | ------------------------------------------------ |
| Elif  | 1     | —                                 | Sascha Salvati           | Stuck with U von Ariana Grande und Justin Bieber |
| Elif  | 1     | Sarah Connor                      | Hai Mi Trân              | Stuck with U von Ariana Grande und Justin Bieber |
| Elif  | 1     | Nico Santos                       | Roman Pocta              | Stuck with U von Ariana Grande und Justin Bieber |
| Elif  | 2     | —                                 | Mathis Kloss             | Lovely von Billie Eilish und Khalid              |
| Elif  | 2     | Nico Santos                       | Will Church              | Lovely von Billie Eilish und Khalid              |
| Elif  | 2     | Sarah Connor                      | Kira Bernard van der Zee | Lovely von Billie Eilish und Khalid              |

### Phase 4
Phase 4 wurde am 3. Dezember 2021 veröffentlicht. Teilnehmer waren die drei Weitergewählten aus Phase 3 und drei in der Sing-Off-Phase ausgeschiedene, aber in die Comeback Stage gewählte Kandidaten. Jeder der sechs Kandidaten trug einen Song vor, anschließend wählte Elif zwei Teilnehmer ins Halbfinale.
| Coach | Auftritt | Ehemaliger Coach aus dem Sing Off | Kandidat       | Song                           |
| ----- | -------- | --------------------------------- | -------------- | ------------------------------ |
| Elif  | 1        | —                                 | Will Church    | In My Blood von Shawn Mendes   |
| Elif  | 2        | Johannes Oerding                  | Linda Elsener  | Outnumbered von Dermot Kennedy |
| Elif  | 3        | —                                 | Mathis Kloss   | Train Wreck von James Arthur   |
| Elif  | 4        | Sarah Connor                      | JOEMISMO       | Morado von J Balvin            |
| Elif  | 5        | Johannes Oerding                  | Lena Belgart   | Believe von Cher               |
| Elif  | 6        | —                                 | Sascha Salvati | Falling von Harry Styles       |

## Vierte Phase: Die Liveshows
Nachdem die Staffeln 6 bis 10 nur zwei Livesendungen hatten, fanden diesmal drei Liveshows statt, und zwar am 5., 12. und 19. Dezember 2021 in Berlin. Alle Entscheidungen fielen per Televoting durch die Fernsehzuschauer. Von den zwölf Teilnehmern des Viertelfinales hatten alle außer Archippe Mbongue Ombang und dem Duo Florian und Charlene Gallant in den Blind Auditions alle vier Jurystimmen erhalten.
Moderator Thore Schölermann nahm nach dem Viertelfinale nicht mehr teil, weil seine Frau und er die Geburt ihres ersten Kindes erwarteten. Im Halbfinale moderierte an seiner Stelle Melissa Khalaj, im Finale Steven Gätjen.

### Viertelfinale
In der Viertelfinal-Liveshow am 5. Dezember 2021 kamen acht der zwölf auftretenden Kandidaten weiter: Die drei Teilnehmer jeder Coachinggruppe trugen je ein Lied vor, wonach die Zuschauer per Televoting zwei von ihnen ins Halbfinale wählten.
| Coach            | Auftritt | Kandidat                     | Song                                                        | Televoting |
| ---------------- | -------- | ---------------------------- | ----------------------------------------------------------- | ---------- |
| Mark Forster     | 1        | Florian und Charlene Gallant | Sex on Fire von Kings of Leon                               | 39,6 %     |
| Mark Forster     | 5        | Luna Farina                  | Levitating von Dua Lipa                                     | 29,4 %     |
| Mark Forster     | 9        | The Razzzones                | Let Me Love You von Mario                                   | 31,0 %     |
| Sarah Connor     | 2        | Archippe Mbongue Ombang      | Love’s Divine von Seal                                      | 50,5 %     |
| Sarah Connor     | 10       | Katarina Mihaljević          | Jealous von Labrinth                                        | 28,7 %     |
| Sarah Connor     | 11       | Joel Zupan                   | Sweet Dreams (Are Made of This) von Eurythmics              | 20,8 %     |
| Johannes Oerding | 3        | Sebastian Krenz              | Who Wants to Live Forever von Queen                         | 42,8 %     |
| Johannes Oerding | 7        | Ann Sophie                   | Hallelujah von Leonard Cohen                                | 28,7 %     |
| Johannes Oerding | 12       | Zeynep Avci                  | Öyle Sev von Güliz Ayla                                     | 28,5 %     |
| Nico Santos      | 4        | Kati Lamberts                | When the Party’s Over von Billie Eilish                     | 17,7 %     |
| Nico Santos      | 6        | Jennifer Williams-Braun      | (You Make Me Feel Like) A Natural Woman von Aretha Franklin | 16,6 %     |
| Nico Santos      | 8        | Gugu Zulu                    | Easy on Me von Adele                                        | 65,7 %     |

### Halbfinale
In der Halbfinalshow am 12. Dezember 2021 nahmen die acht Weitergekommenen des Viertelfinales und die zwei von Elif ausgesuchten Kandidaten der Comeback Stage teil. Fünf der zehn auftretenden Kandidaten kamen ins Finale: Die zwei Teilnehmer jeder Coachinggruppe trugen je ein Lied vor, wonach die Zuschauer per Televoting einen von beiden ins Finale wählten.
Ein zunächst geplanter Gastauftritt der Band Coldplay wurde einen Tag vor der Sendung wegen COVID-19-Fällen im Umfeld der Band abgesagt.
Stattdessen trugen die zehn Kandidaten das Lied My Universe von Coldplay und BTS alleine vor. Außerdem sangen Rea Garvey featuring Younotus und Kush Kush ihren aktuellen Song Love Makes You Shine.
| Coach            | Auftritt | Kandidat                     | Song                                                  | Televoting |
| ---------------- | -------- | ---------------------------- | ----------------------------------------------------- | ---------- |
| Johannes Oerding | 1        | Sebastian Krenz              | Shallow von Lady Gaga und Bradley Cooper              | 67,2 %     |
| Johannes Oerding | 2        | Ann Sophie                   | Nothing Compares 2 U von The Family                   | 32,8 %     |
| Mark Forster     | 3        | The Razzzones                | Hey Ya! von OutKast                                   | 26,7 %     |
| Mark Forster     | 4        | Florian und Charlene Gallant | Broken Strings von James Morrison und Nelly Furtado   | 73,3 %     |
| Sarah Connor     | 5        | Archippe Mbongue Ombang      | My Way von Frank Sinatra                              | 45,4 %     |
| Sarah Connor     | 6        | Katarina Mihaljević          | Run von Snow Patrol                                   | 54,6 %     |
| Elif             | 7        | Linda Elsener                | Free Fallin’ von Tom Petty                            | 51,8 %     |
| Elif             | 8        | Sascha Salvati               | When You Believe von Mariah Carey und Whitney Houston | 48,2 %     |
| Nico Santos      | 9        | Gugu Zulu                    | Rise Up von Andra Day                                 | 65,9 %     |
| Nico Santos      | 10       | Kati Lamberts                | Take Me to Church von Hozier                          | 34,1 %     |

### Finale
Die Finalshow fand am 19. Dezember 2021 statt. Alle Kandidaten trugen gemeinsam den Song Shake It Out von Florence + the Machine vor; außerdem  sang jeder Finalteilnehmer einen neuen eigenen Song zusammen mit seinem Coach und ein weiteres Duett mit einem Gaststar: Linda Elsener mit James Blunt, Sebastian Krenz mit James Arthur, Gugu Zulu mit Calum Scott, Katarina Mihaljević mit Michael Patrick Kelly und Florian und Charlene Gallant mit James Morrison.
Ein zunächst geplanter Gastauftritt von Ed Sheeran wurde kurz vor der Sendung wegen COVID-19-Fällen in seinem Umfeld abgesagt. Stattdessen war er in einem Video mit einer Grußbotschaft zu sehen, in dem er eine Akustikversion des neuen Weihnachtssongs Merry Christmas sang. Außerdem trug Birdy in einem Liveauftritt den Song I Only Want to Be with You von Dusty Springfield vor.
Zum Sieger wurde Sebastian Krenz gewählt, er erhielt in der Televoting-Abstimmung über die fünf Kandidaten ein Ergebnis von mehr als 36 Prozent.
| Rang | Coach            | Kandidat                     | Auftritt | Songs                  | Songs                                       | Televoting |
| ---- | ---------------- | ---------------------------- | -------- | ---------------------- | ------------------------------------------- | ---------- |
| 1.   | Johannes Oerding | Sebastian Krenz              | 2        | Eigener Song mit Coach | What They Call Life                         | 36,29 %    |
| 1.   | Johannes Oerding | Sebastian Krenz              | 7        | Duett mit Gastkünstler | SOS von James Arthur                        | 36,29 %    |
|      |                  |                              |          |                        |                                             |            |
| 2.   | Nico Santos      | Gugu Zulu                    | 6        | Eigener Song mit Coach | When it Goes Down                           | 26,23 %    |
| 2.   | Nico Santos      | Gugu Zulu                    | 3        | Duett mit Gastkünstler | Rise von Calum Scott                        | 26,23 %    |
|      |                  |                              |          |                        |                                             |            |
| 3.   | Sarah Connor     | Katarina Mihaljević          | 4        | Eigener Song mit Coach | Girl in a Big Shirt                         | 18,45 %    |
| 3.   | Sarah Connor     | Katarina Mihaljević          | 10       | Duett mit Gastkünstler | Blurry Eyes von Michael Patrick Kelly       | 18,45 %    |
|      |                  |                              |          |                        |                                             |            |
| 4.   | Elif             | Linda Elsener                | 8        | Eigener Song mit Coach | How to Fall in Love                         | 11,05 %    |
| 4.   | Elif             | Linda Elsener                | 1        | Duett mit Gastkünstler | Love Under Pressure von James Blunt         | 11,05 %    |
|      |                  |                              |          |                        |                                             |            |
| 5.   | Mark Forster     | Florian und Charlene Gallant | 9        | Eigener Song mit Coach | Above and Beyond                            | 07,98 %    |
| 5.   | Mark Forster     | Florian und Charlene Gallant | 5        | Duett mit Gastkünstler | Who’s Gonna Love Me Now? von James Morrison | 07,98 %    |

## Einschaltquoten
| Folge | Sendung         | Sender    | Datum                 | Zuschauer | Zuschauer       | Marktanteil | Marktanteil     |
| Folge | Sendung         | Sender    | Datum                 | Gesamt    | 14 bis 49 Jahre | Gesamt      | 14 bis 49 Jahre |
| ----- | --------------- | --------- | --------------------- | --------- | --------------- | ----------- | --------------- |
| 01    | Blind Auditions | ProSieben | Do, 7. Oktober 2021   | 2,14 Mio. | 0,99 Mio.       | 8,5 %       | 16,1 %          |
| 02    | Blind Auditions | Sat.1     | So, 10. Oktober 2021  | 2,63 Mio. | 1,00 Mio.       | 9,6 %       | 13,9 %          |
| 03    | Blind Auditions | ProSieben | Do, 14. Oktober 2021  | 2,07 Mio. | 0,91 Mio.       | 8,0 %       | 14,6 %          |
| 04    | Blind Auditions | Sat.1     | So, 17. Oktober 2021  | 2,35 Mio. | 0,92 Mio.       | 8,1 %       | 11,9 %          |
| 05    | Blind Auditions | ProSieben | Do, 21. Oktober 2021  | 2,38 Mio. | 1,05 Mio.       | 9,0 %       | 16,7 %          |
| 06    | Blind Auditions | Sat.1     | So, 24. Oktober 2021  | 2,42 Mio. | 1,00 Mio.       | 8,2 %       | 12,7 %          |
| 07    | Blind Auditions | ProSieben | Do, 28. Oktober 2021  | 1,83 Mio. | 0,82 Mio.       | 7,1 %       | 13,1 %          |
| 08    | Blind Auditions | Sat.1     | So, 31. Oktober 2021  | 1,95 Mio. | 0,72 Mio.       | 7,1 %       | 10,6 %          |
| 09    | Blind Auditions | ProSieben | Do, 4. November 2021  | 2,11 Mio. | 0,96 Mio.       | 7,8 %       | 14,5 %          |
| 10    | Blind Auditions | Sat.1     | So, 7. November 2021  | 2,36 Mio. | 0,93 Mio.       | 8,0 %       | 11,6 %          |
| 11    | Battles         | ProSieben | Do, 11. November 2021 | 1,79 Mio. | 0,78 Mio.       | 6,8 %       | 12,1 %          |
| 12    | Battles         | Sat.1     | So, 14. November 2021 | 1,79 Mio. | 0,85 Mio.       | 6,2 %       | 10,9 %          |
| 13    | Battles         | ProSieben | Do, 18. November 2021 | 1,22 Mio. | 0,53 Mio.       | 5,2 %       | 8,9 %           |
| 14    | Battles         | Sat.1     | So, 21. November 2021 | 1,71 Mio. | 0,74 Mio.       | 5,9 %       | 9,3 %           |
| 15    | Sing Off        | ProSieben | Do, 25. November 2021 | 1,52 Mio. | 0,59 Mio.       | 6,0 %       | 9,5 %           |
| 16    | Sing Off        | Sat.1     | So, 28. November 2021 | 1,49 Mio. | 0,63 Mio.       | 5,2 %       | 7,8 %           |
| 17    | Liveshows       | Sat.1     | So, 5. Dezember 2021  | 1,42 Mio. | 0,50 Mio.       | 5,1 %       | 6,8 %           |
| 18    | Liveshows       | Sat.1     | So, 12. Dezember 2021 | 1,50 Mio. | 0,58 Mio.       | 5,6 %       | 8,1 %           |
| 19    | Liveshows       | Sat.1     | So, 19. Dezember 2021 | 1,70 Mio. | 0,64 Mio.       | 6,2 %       | 8,9 %           |